# Molecular Plant
Molecular Plant è una rivista scientifica mensile sottoposta a revisione paritaria che pubblica sia ricerche originali che articoli di revisione nel campo della botanica, con particolare attenzione alla biologia cellulare vegetale, fisiologia, biochimica, biologia molecolare, genetica, sviluppo, interazione pianta-microbo, genomica, bioinformatica ed evoluzione molecolare.
È pubblicata dalla Cell Press per conto dell'Accademia Cinese delle Scienze, della Società Cinese di Biologia Vegetale e dell'Istituto di Scienze Biologiche di Shanghai, sede della redazione professionale. La rivista è stata fondata nel 2008.
Secondo il Journal Citation Reports, nel 2019 la rivista ha ricevuto un fattore di impatto pari a 12,084. Nel 2018 era la quarta rivista di botanica per fattore di impatto e la seconda per pubblicazioni di ricerche originali.
Dalla sua fondazione in poi è stata pubblicata dalla Oxford University Press finché nel 2015 è passata alla Cell Press.